# Allison Roe
Allison Roe (Auckland, Nueva Zelanda, 30 de mayo de 1956) es una corredora de fondo retirada neozelandesa, ganadora de la prestigiosa maratón de Nueva York en la edición del año 1981, con un tiempo de 2:25:29 segundos.
Además, ha ganado la maratón de Boston y la maratón de Seúl en 1981 y 1982 respectivamente.